# El Carmen de Bolívar
El Carmen de Bolívar è un comune della Colombia facente parte del dipartimento di Bolívar, 114 km a sud-est di Cartagena de Indias. Si trova nel sistema orografico del Montes de Maria, essendo la più grande popolazione, così come quello che concentra il movimento economico e commerciale della sottoregione. È il terzo comune più popoloso del dipartimento. Si tratta di un importante centro agricolo, considerato "la dispensa agricola e alimentare del reparto Bolivar" per essere un grande fornitore per l'intero reparto di prodotti come avocado, tabacco, cacao, banana, y lovedm e sesamo. È noto anche come la città dolce della Colombia come parte della sua economia si basa sulla lavorazione alimentare come Chepacorinas Cookies, Coco Casadilla, Panochas, tra gli altri.
Per quanto riguarda le infrastrutture di trasporto, la sua posizione geograficamente privilegiata collega i Caraibi colombiani con i Santanderes e l'interno del paese attraverso un'interconnessione della Ruta del Sol III, allo stesso modo è un punto chiave di collegamento dell'ovest del paese ai grandi porti di Barranquilla e Cartagena. Presto questa due importanti arterie stradali nazionali saranno collegate al Golfo di Morrosquillo attraverso il Montes de Maria trasversale.
Durante il periodo dell'Indipendenza, si distinse con il sostegno dei suoi abitanti alla causa liberatoria guidata dal colonnello Manuel Cortés Campomanes, che le valse il tempo di essere eretto in un villaggio nel 1812. Nella seconda metà dell'Ottocento acquisì importanza strategica ed economica all'inizio del commercio di produttori agricoli come il tabacco e il caffè attraverso il porto di Gesù del Rào, sul fiume Magdalena fino al sito di Barrancas de San Nicolàs, che gli permise di diventare uno dei principali centri di esportazione del paese fino alla prima metà del XX secolo.